# Ketelshagen
Ketelshagen ist ein Ortsteil der Stadt Putbus im Landkreis Vorpommern-Rügen in Mecklenburg-Vorpommern.

## Geografie und Verkehrsanbindung
Ketelshagen liegt nordwestlich der Kernstadt Putbus an der Kreisstraße K 15. 

## Sehenswürdigkeiten
- Forsthaus (Dorfstraße 1)
- Das Gutshaus ist ein kleiner, sanierter, eingeschossiger Putzbau aus dem 19. Jahrhundert mit Krüppelwalmdach. Es war das Gut u. a. der Familien von Ketel (ab 14. Jahrhundert bis 1789) und von Putbus. Heute ist es ein Wohn- und Ferienhaus. (Dorfstraße 4)